# Severino Vazquez
Severino Vazquez (Manzaneda, 1913 – Corbera d'Ebre, 21 agosto 1938) è stato un militare spagnolo, tra i pochi stranieri ad aver ricevuto la medaglia d'oro al valor militare, massima onorificenza militare italiana.

## Biografia
Nacque a Manzaneda nel 1913, figlio di Nermesio e Rosaura Blanco. Abbandonati gli studi universitari durante la guerra civile spagnola si arruolò nelle file dei nazionalisti, con ferma di tre anni, nel Segundo Tercio della legione spagnola il 15 febbraio 1938. Destinato alla Bandera carri d'assalto come carrista, in quasi sei mesi di guerra partecipò alle operazioni svoltesi sul fronte di Teruel, di Saragozza e dell'Ebro. Il 21 agosto 1938 si trovò a combattere insieme a carri armati italiani; sul suo mezzo era presente anche il caporale Renato Catena. I due militari, trovatisi a causa di una avaria del mezzo senza alcuna difesa dietro le linee nemiche, vennero attaccati pesantemente, e nonostante ciò, continuarono a sparare fino alla fine delle loro munizioni. Entrambi i carristi vennero uccisi a colpi di pistola, sparati attraverso gli sportelli del mezzo. Sia lui che Catena furono insigniti della medaglia d'oro al valor militare alla memoria.